# Yağmurlu, Batman
Yağmurlu là một xã thuộc thành phố Batman, tỉnh Batman, Thổ Nhĩ Kỳ. Dân số thời điểm năm 2011 là 318 người.